# VfL Klafeld-Geisweid 08
Der Verein für Leibesübungen Klafeld-Geisweid 08 e. V. ist ein deutscher Fußballverein aus dem südwestfälischen Geisweid, einem Stadtteil der Stadt Siegen. In der Saison 2023/24 spielt die erste Herrenmannschaft in der Kreisliga A Siegen-Wittgenstein.
Die erfolgreichste Zeit hatte die Mannschaft in den Vorkriegsjahren, zum Ende der 1960er- sowie zu Beginn der 1970er-Jahre, als die sogenannten Fürsten bis in die Regionalliga, damals die zweithöchste deutsche Spielklasse, aufsteigen konnten. Aus dieser stieg der VfL jedoch nach nur einem Jahr Zugehörigkeit in der Saison 1971/72 wieder ab.

## Geschichte

### Die Anfänge in Klafeld und Geisweid (1907 bis 1927)
Von der allgemeinen Fußballbegeisterung gepackt, wurde bereits 1907 der erste Fußballverein in Klafeld gegründet. Unter dem Namen „Edelweiß“ Klafeld bestritt die Mannschaft ihr erstes Spiel gegen „Germania“ Siegen. Nach Differenzen innerhalb der Edelweiß-Elf kam es bereits nach einem Jahr zur Auflösung, was den Anlass dafür gab, „Einigkeit“ Klafeld 08 zu gründen. Fünf Jahre später bildete sich mit der Vereinigung „Spiel und Sport“ Klafeld-Geisweid ein weiterer Verein in Klafeld. Auf Betreiben des damaligen „Einigkeit“-Vereinsleiters Robert Schnautz schlossen sich dann beide Vereine zur „Spielvereinigung“ 08 Klafeld zusammen.
Auch auf Geisweider Seite wurde bereits am 28. April 1908 mit dem Sportklub „Sigambria“ Geisweid eine Fußballmannschaft gegründet. Im November 1913 beschlossen die Anwesenden auf einer Mitgliederversammlung, einen Antrag auf die Aufnahme in den Westdeutschen Spielverband zu stellen, welcher ein Jahr später auch genehmigt wurde. Wegen des Ersten Weltkriegs mussten die Vereinstätigkeiten zwischen 1914 und 1918 eingestellt werden. Am 3. Mai 1919 nahm man diese nach einer Versammlung, bei der über 60 Anwesende gezählt wurden, wieder auf. Zur ersten Meisterschaftsrunde der Nachkriegszeit, die am 14. September 1919 begann, wurden die Geisweider vom Verband in die A-Klasse eingeteilt, obwohl sie in den Vorkriegsjahren noch in der C-Klasse antreten mussten. Neben der Seniorenmannschaft verfügten die „Sigambrier“ zu dieser Zeit über sechs Jugendmannschaften, wovon die A-Jugend als die beste des Bezirks galt. In der Saison 1921/22 gelang der Seniorenmannschaft ungeschlagen der Gewinn der Meisterschaft in der A-Klasse. Bei einem Torverhältnis von 87:6 verzeichnete man lediglich eine einzige Punkteteilung.
Im Jahr 1919 strebten die Geisweider Verantwortlichen erstmals an, mit der Klafelder Konkurrenz zu fusionieren, was am Misstrauen in beiden Lagern schließlich scheiterte. Deshalb schlossen sich die „Sigambrier“ zunächst mit dem Turnverein Geisweid und dem Ballspielclub 07 Siegen zusammen, was jedoch nur von kurzer Dauer sein sollte. Danach begannen erneut Gespräche zwischen den Vereinsleitungen aus Geisweid und Klafeld. Nach langen und harten Verhandlungen konnte man schließlich am 23. Januar 1927 die Fusion zum Großverein Spielvereinigung 08 Klafeld-Geisweid bekanntgeben.

### Die ersten Jahre als Spielvereinigung (1927 bis 1946)
Nachdem sich die beiden Vereine Anfang des Jahres 1927 zusammengeschlossen hatten, baute man eine schlagkräftige Mannschaft auf, die in der Saison 1928/29 Meister der A-Klasse wurde. Nach dem direkten Wiederabstieg dauerte es bis zur Saison 1933/34, ehe der nächste Titelgewinn gefeiert werden konnte. Am 25. Februar 1934 errang der Klub den Meistertitel der Kreisklasse. In den entscheidenden Aufstiegsspielen zur Bezirksklasse wurde die SpVg Olpe mit 3:1 und 1:0 geschlagen. In den folgenden Jahren etablierte sich die Mannschaft in der Bezirksklasse.
In der Saison 1936/37 konnten die Spieler der Spielvereinigung dann sogar den Meistertitel in der Bezirksklasse Gruppe Arnsberg erringen, obwohl mit Wilhelm Bender, der sich im Trainingslager der Nationalmannschaft für die Olympischen Spiele in Berlin eine schwere Knieverletzung zugezogen hatte, die gesamte Saison ein wichtiger Spieler ersetzt werden musste. Trotzdem gewannen die „Fürsten“ 15 der 22 Saisonspiele und kamen auf 33:11 Punkte und 83:45 Tore. In den Aufstiegsspielen zur westfälischen Gauliga scheiterten sie mit nur einem Sieg (gegen den ostwestfälischen Vertreter Arminia Bielefeld) aus drei Spielen. Den größten Saisonerfolg feierte die Mannschaft jedoch am 16. August 1936, als der Deutsche Meister von 1933, Fortuna Düsseldorf, im Tschammerpokal, dem Vorläufer des heutigen DFB-Pokals, mit 2:1 besiegt wurde.
| Paarung                              | Spielvereinigung 08 Klafeld-Geisweid – Fortuna Düsseldorf                                           |
| Ergebnis                             | 2:1 (0:1)                                                                                           |
| Datum                                | 16. August 1936                                                                                     |
| Stadion                              | Charlottentalplatz, Siegen                                                                          |
| Zuschauer                            | 5.000                                                                                               |
| Schiedsrichter                       | Knäpper (Hamm)                                                                                      |
| Tore                                 | 0:1 Nachtigall (42.) 1:1 Brombach (52.) 2:1 Brinker (75.)                                           |
| Spielvereinigung 08 Klafeld-Geisweid | Kurt – Jung I, Stein – Höfer, Schlabach, Afholderbach – Jung II, Schmidt, Pithan, Brombach, Brinker |
| Fortuna Düsseldorf                   | Pesch – Kluth, Bornefeld – Breuer, Deppe, Bender – Albrecht, Wigold, Nachtigall, Paulus, Kobierski  |

Genau eine Woche später, am 23. August, musste sich der VfL in der darauf folgenden Runde beim SV Waldhof Mannheim auf deren ungewohntem Rasenplatz mit 0:6 Toren geschlagen geben.
Aufgrund des Zweiten Weltkriegs wurde es nach den Erfolgen des Jahres 1936 zunächst ruhig um den Verein. Im Sommer 1945 nahm der Verein als einer der ersten in der südwestfälischen Region wieder den Spielbetrieb auf. Ein Jahr nach Kriegsende startete die Mannschaft in der Saison 1946/47 in der Siegerlandmeisterschaft. Im entscheidenden letzten Spiel wurde der SV Feudingen mit 2:1 geschlagen und mit dem Gewinn der Kreismeisterschaft die Teilnahme an den Aufstiegsspielen zur Bezirksklasse geschafft.
Im selben Jahr, nach einer Versammlung am 9. Januar 1946, wurde die auch heute noch in Geisweid ansässige Turngemeinde Friesen in den Verein mit aufgenommen. So entstand der Verein für Leibesübungen Klafeld-Geisweid 08 e. V. Bereits ein Jahr später trennten sich beide Parteien aber wieder. Die Turngemeinde ist heute als Turngemeinde Friesen Klafeld-Geisweid 1889 e. V. im Vereinsregister geführt. Die Fußballabteilung behielt trotz der Trennung den neuen Namen bei.

### Aufstieg zur Topadresse im Siegerland (1946 bis 1971)
Zu Beginn der Saison 1947/48 starteten die Klafelder wieder in der Bezirksklasse Siegerland, wo sie sich stets in den vorderen Tabellenregionen wiederfanden. So errang man im Spieljahr 1948/49 zwar die Meisterschaft in der Bezirksklasse, scheiterte aber in den Aufstiegsspielen. Durch die Neugründung der Landesliga zur Saison 1950/51 stieg die Mannschaft, nach einem zweiten Tabellenplatz in der Vorsaison, in selbige auf und erreichte gleich im ersten Zugehörigkeitsjahr den zweiten Tabellenplatz. In der darauffolgenden Spielzeit reichte es nur zum siebten Platz, ehe ein weiteres Jahr später gar wieder der Weg in die Bezirksklasse angetreten werden musste, nachdem man in der Landesliga, deren Qualität sich aufgrund der Auflösung der Westfalenliga deutlich gesteigert hatte, am Ende der Saison auf einem der Abstiegsplätze gestanden hatte.
Nach nur einem Jahr in der Bezirksklasse gelang der direkte Wiederaufstieg mit 56:8 Punkten und einem Torverhältnis von 129:30. Die folgenden drei Spielzeiten verbrachte die Mannschaft unter Trainer Kurt Brosi wieder in der Landesliga, wobei in der Saison 1954/55 auf dem heimischen Schießberg ein 3:1-Sieg gegen den Lokalmatadoren und späteren Deutschen Amateurmeister Sportfreunde Siegen gelang. Die Mannschaft beendete die Saison auf dem siebten Tabellenplatz und blieb zu Hause ungeschlagen. Am Ende der Saison 1956/57 mussten die „Fürsten“ zurück in die Bezirksklasse absteigen. Es dauerte bis 1963, ehe die Zuschauer wieder Landesliga-Fußball in Geisweid sehen konnten. Als Neuling in der Landesliga gelang gleich im ersten Jahr der erneute Aufstieg, und so nahm man zum Spieljahr 1964/65 unter Trainer Joachim Jänisch, der mit Saisonbeginn Herbert Steuber abgelöst hatte, erstmals den Spielbetrieb in der Verbandsliga Westfalen, der damals höchsten Spielklasse im Amateurfußball, auf. Durch den gleichzeitigen Abstieg des großen Lokalrivalen Sportfreunde Siegen aus der Regionalliga spielten nun beide Teams dort. Die Gegner in der neuen Klasse erwiesen sich für die VfLer als zu stark und so stiegen sie am Ende der Saison wieder in die Landesliga ab.
Nachdem der direkte Wiederaufstieg zunächst verpasst wurde, gelang im Spieljahr 1966/67 unter der Regie von Trainer Herbert Schäfer der erneute Aufstieg in die Verbandsliga, wo man erneut auf die Siegener Sportfreunde traf. Im darauffolgenden Jahr waren die Schäfer-Schützlinge, nach dem Abstieg der Sportfreunde im Vorjahr, der einzige und ranghöchste Vertreter aus dem heutigen Kreis Siegen-Wittgenstein in der höchsten Amateurklasse. Die Klafelder Mannschaft belegte im ersten Jahr nach dem Aufstieg am Saisonende den elften Tabellenplatz. Am 21. September 1968 besuchte der ehemalige Bundestrainer Sepp Herberger die Klafelder beim Heimspiel gegen den STV Horst-Emscher, welches mit 4:0 gewonnen werden konnte. Zudem bestritt man Freundschaftsspiele gegen den damaligen Regionalliga-West-Meister Bayer 04 Leverkusen (Endstand: 2:0) und den Bundesligisten FC Schalke 04 (1:3).
Vor Beginn der vierten Verbandsliga-Saison in Folge wurde am 1. August 1970 der Tennenplatz des Hofbachstadions eingeweiht. Gegen den amtierenden Regionalliga-West-Meister VfL Bochum gelang ein 2:1-Sieg. Gleich im ersten Jahr auf neuem Terrain konnte am Ende der Verbandsliga-Saison 1970/71 der bisher größte Erfolg der Vereinsgeschichte verbucht werden. Man stieg auf in die Regionalliga, damals die zweithöchste deutsche Spielklasse. Zwar ging das unabhängig von der Aufstiegsrunde ausgetragene Entscheidungsspiel um den Titel des Westfalenmeisters am 9. Mai 1971 vor 2.023 Zuschauer im Hagener Ischelandstadion gegen die SVA Gütersloh, den Sieger der Verbandsliga Staffel 1, mit 0:1 verloren, doch mit dem zweiten Tabellenplatz in der Aufstiegsrunde hinter der SVA Gütersloh, gegen die man auswärts 0:2 verlor und daheim ein 1:1-Unentschieden erreichte, und vor Bayer 05 Uerdingen, gegen die man vor eigenem Publikum mit 2:1 gewann und in der Grotenburg-Kampfbahn 2:2 unentschieden spielte, wurde der Aufstieg schließlich perfekt gemacht.
Aufstiegsrunde zur Regionalliga West
| Datum     |                         | Ergebnis |                         |
| --------- | ----------------------- | -------- | ----------------------- |
| 23.5.1971 | Bayer Uerdingen         | 2:2      | VfL Klafeld-Geisweid 08 |
| 29.5.1971 | VfL Klafeld-Geisweid 08 | 1:1      | SV Arminia Gütersloh    |
| 2.6.1971  | VfL Klafeld-Geisweid 08 | 2:1      | Bayer Uerdingen         |
|           | SV Arminia Gütersloh    | 1:1      | Bayer Uerdingen         |
| 10.6.1971 | SV Arminia Gütersloh    | 2:0      | VfL Klafeld-Geisweid 08 |
| 13.6.1971 | Bayer Uerdingen         | 0:1      | SV Arminia Gütersloh    |

| Pl. | Verein                  | Sp. | S | U | N | Tore    | Diff. | Punkte |
| --- | ----------------------- | --- | - | - | - | ------- | ----- | ------ |
| 1.  | SV Arminia Gütersloh    | 4   | 2 | 2 | 0 | 005:200 | +3    | 06:20  |
| 2.  | VfL Klafeld-Geisweid 08 | 4   | 1 | 2 | 1 | 005:600 | −1    | 04:40  |
| 3.  | Bayer 05 Uerdingen      | 4   | 0 | 2 | 2 | 004:600 | −2    | 02:60  |

### Die Regionalliga-Saison (1971/72)
In der Regionalliga-Saison konnte trotz der Gründung des VfL-Förderkreises, namhafter Neuverpflichtungen wie Mohammad Reza Adelkhani, Horst Stockhausen und Hans Grieger und einem Schnitt von 3818 Zuschauern, der für damalige Verhältnisse in dieser Klasse sehr hoch war, nicht an die Erfolge der Vorjahre angeknüpft werden. Vor allem großes Verletzungspech führte dazu, dass lediglich vier Heimsiege (1:0 gegen Bayer 04 Leverkusen, 1:0 gegen den VfR Neuss, 2:0 gegen den SC Viktoria Köln und 2:0 gegen Preußen Münster) sowie ein Auswärtssieg bei der SpVgg Erkenschwick (4:1) gelangen. Auch die Entlassung von Trainer Werner Schumacher am 18. November 1971 und die damit verbundene Neuverpflichtung von Hennes Hoffmann konnten nichts daran ändern, dass die „Fürsten“ am Ende der Saison mit einer Bilanz von 14:54 Punkten (5 Siege, 4 Unentschieden, 25 Niederlagen) und einem Torverhältnis von 24:71 wieder abstiegen.
Der Erfolg am Ende der 1960er- und Anfang der 1970er-Jahre war vor allem ein Verdienst des damaligen 1. Vorsitzenden − von 1965 bis 1980 und 1983 − und späteren Ehrenvorsitzenden Hans Elbracht († 25. Oktober 1997), der zugleich Prokurist bei der in Geisweid auch heute noch ansässigen „Deutsche Edelstahlwerke Specialty Steel“ war und den Spielern auch die ein oder andere Arbeitsstelle vermitteln konnte.

### Zwischen Ober-, Verbands- und Landesliga (1972 bis 1985)
Nach dem Abstieg aus der Regionalliga 1972 mussten die Geisweider nach einem weiteren Abstieg zum Ende der Saison 1973/74 den bitteren Weg zurück in die Landesliga antreten. In dieser Zeit (13. Oktober 1974) bestritt man ein Freundschaftsspiel gegen den Bundesligisten Eintracht Frankfurt, das deutlich mit 0:9 verloren ging. Erst mit dem Gewinn des Meistertitels der Landesliga 1978 wurde der Sprung zurück in die mittlerweile nur noch viertklassige Verbandsliga Westfalen geschafft, nachdem die Mannschaft als Tabellenzweiter zweimal knapp gescheitert war. Dort etablierte sich die Klafelder zunächst wieder und beendeten fünf der sieben Jahre in der oberen Tabellenhälfte, ehe sie 1984/85 wieder absteigen mussten. Die wohl größten Erfolge in dieser Zeit waren die Teilnahmen am DFB-Pokal, jedoch schieden die VfLer beide Male in der 1. Hauptrunde aus: 1980/81 auf eigenem Platz gegen den damaligen hessischen Landesligisten Rot-Weiss Frankfurt mit 1:2 und ein Jahr später bei den Amateuren des VfB Stuttgart gar mit 0:4.
Am 10. Oktober 1981 kam es beim Heimspiel gegen den Hasper SV zu Zuschauerausschreitungen. Nach tätlichen Angriffen auf den Schiedsrichter war der Einsatz von Ordnern und Polizisten vonnöten und der Verein wurde mit einem Spiel Platzsperre belegt. Zudem musste der damalige Ehrenvorsitzende Hans Elbracht wegen angeblicher negativer Äußerungen gegenüber dem Unparteiischen 400,- DM Strafe zahlen. Die Saison wurde auf dem fünften Tabellenplatz beendet. In der Spielzeit 1982/83 gelang ein perfekter Saisonstart, der mit der inoffiziellen Herbstmeisterschaft belohnt wurde. Nach internen Querelen und großem Verletzungspech in der Rückrunde kam es am letzten Spieltag zum entscheidenden Spiel beim direkten Aufstiegskonkurrenten SV Langendreer 04. Durch eine 1:5-Niederlage schloss der Klub das Jahr auf dem dritten Tabellenplatz ab. Nach einer durchwachsenen Saison 1984/85 wurde man Drittletzter. Das Entscheidungsspiel um den fünften Verbandsliga-Absteiger gegen den STV Horst-Emscher, den Drittletzten der anderen Staffel, verlor der VfL auf neutralem Platz im Stadion Nattenberg in Lüdenscheid unglücklich mit 2:3.
| Paarung                 | VfL Klafeld-Geisweid 08 – STV Horst-Emscher |
| Ergebnis                | 2:3 (0:1) |
| Datum                   | 6. Juni 1985 |
| Stadion                 | Stadion Nattenberg, Lüdenscheid |
| Zuschauer               | 500 |
| Schiedsrichter          | Klotmann (Hamm) |
| Tore                    | 0:1 Haas (15.) 1:1 Kornacker (50., Foulelfmeter) 1:2 Kaminsky (63.) 2:2 Bohn (64.) 2:3 Zimmer (70.)                                              |
| VfL Klafeld-Geisweid 08 | M. Schmidt – B. Schmidt, Homrighausen, Göbel, T. Villar – Kornacker, Oehm (77. Stockschläder), Weßling (85. M. Villar), Krah – Bohn, Ackerschott |
| STV Horst-Emscher       | Perschke – Grzella (68. Thiele), Nowak, Bader, Kompa (74. Turgut) – Nowitzki, Zimmer, Eulberg, Kaminsky – Wartlik, Haas                          |
| Gelbe Karten            | Bohn – keine |

### Die Landesliga-Jahre, Abstieg und Wiederaufstieg (1985 bis 2000)
Die Saison 1984/85 war für den Verein die bisher letzte Verbandsliga-Saison. Nachdem in der darauf folgenden Landesliga-Saison der direkte Wiederaufstieg klar verpasst worden war, kam es im Sommer 1986 zum großen Umbruch. Zehn Spieler verließen den Verein, 16 neue und hauptsächlich junge Spieler stießen dazu. Auch in den folgenden beiden Spielzeiten veränderte sich das Gesicht der Mannschaft markant. Nicht zuletzt aufgrund fehlender finanzieller Mittel blieb der sportliche Erfolg jedoch aus.
In der Winterpause 1989/90 verpflichtete die Vereinsführung mit Thomas Meichsner und Gerald Wagner von der BSG Chemie Buna Schkopau die ersten beiden Neuzugänge aus der DDR. Aber diese konnten den Abstieg in die Bezirksliga am Ende der Saison 1990/91 auch nicht verhindern. Mit einer jungen Mannschaft stieg man 1993 unbesiegt wieder in die Landesliga auf. Nach einigen Platzierungen im oberen Tabellendrittel schien es, als könne sich die Mannschaft dort fest etablieren, doch am Ende der Saison 1999/2000 stieg der Klub nach sieben Jahren mit gerade einmal 14 Punkten erneut in die Bezirksliga ab.

### Bezirksliga-Fußball im Hofbachtal (2000 bis 2015)
Aufgrund der schlechten finanziellen Lage des Vereins waren die „Fürsten“ nicht mehr in der Lage, gutklassige Spieler an den Klub zu binden, und so entronn man am letzten Spieltag der Saison 2002/03 mit einem 2:0-Heimsieg gegen Germania Salchendorf gerade noch dem Abstieg in die Niederungen der Kreisliga. Von da an setzte man vor allem auf junge Spieler und der Erfolg stellte sich zeitweise wieder ein. Die folgenden drei Jahre beendeten die Geisweider stets in der oberen Tabellenhälfte. In der Saison 2004/05 errangen sie nach einer fulminanten Rückserie sogar die Vizemeisterschaft. Danach folgten bis 2011 hauptsächlich Platzierungen im Mittelfeld, ehe die Mannschaft im Jahre 2015 den Weg in die Kreisliga A antreten musste.

### Abstiege auf Kreisebene und Bezirksliga-Rückkehr (seit 2015)
Die sportliche Talfahrt hatte aber noch kein Ende gefunden, denn nachdem die Mannschaft die Saison 2015/16 zumindest im unteren Mittelfeld beenden konnte, fand sie sich im Sommer 2017 auf einem Abstiegsplatz wieder. Mit einem stark verjüngten Team, das nach dem personellen Umbruch im Sommer in der Kreisliga B antrat, erfolgte jedoch der sofortige Wiederaufstieg in die A-Kreisliga. Nach zwei Jahren dort gelang der Mannschaft in der aufgrund der COVID-19-Pandemie abgebrochenen Saison 2019/20 als Tabellenzweiter durch einen Verbandsentscheid unter Anwendung der Quotientenregel nach fünfjähriger Abstinenz die Rückkehr in die Bezirksliga. In den folgenden Jahren setzte allerdings ein sportlicher Niedergang ein. Die erste Mannschaft stieg in der Saison 2021/22 zunächst wieder in die Kreisliga A, 2023/24 in die Kreisliga B und schließlich sogar 2024/25 in die Kreisliga C ab.
Der Verein verfügt derzeit über zwei Herren-Seniorenmannschaften, eine Alt-Herren-Abteilung und elf Jugendmannschaften, von der A-Jugend bis hin zu den Bambini.

### Geschichte der Frauenfußball-Abteilung
Die Frauenfußball-Abteilung wurde im Mai 1972 in den Verein aufgenommen, in den Jahren davor war sie eine Abteilung innerhalb der Betriebssportgemeinschaft der Stadt Hüttental.
In der Spielzeit 1973/74 nahm das Team erstmals an einer Meisterschaftsrunde teil und begann unter der Leitung von Trainer Olaf Körper in der Kreisliga. Nach einem zweiten Tabellenplatz in der Saison 1975/76, der die VfL-Damen für die Bezirksliga berechtigt hätte, verzichteten sie auf den Aufstieg. Nur ein Jahr später gelang der souveräne Gewinn des Meistertitels der Kreisliga und die Damen stiegen erstmals in die Bezirksliga auf. Gleich im ersten Jahr gelang mit einem fünften Tabellenplatz die Qualifikation für die zur Saison 1978/79 neu geschaffene Landesliga. Nach dem direkten Wiederabstieg erreichte die Mannschaft in der Saison 1980/81 den vierten Tabellenplatz; damit ging es wieder zurück in die Landesliga, da diese wegen der Neugründung der Damen-Verbandsliga aufgestockt wurde. Die Landesliga war nun die zweithöchste westfälische Frauen-Spielklasse.
Nach zwei Jahren Zugehörigkeit stieg die Mannschaft wieder in die Bezirksliga ab, in der sie nach wiederum zwei Jahren den Meistertitel errang und sich bis zum Ende der Saison 1988/89 in der Landesliga etablieren konnte. Nach dem Abstieg in der Saison 1988/89 wurde man ein Jahr später wieder ungeschlagen Meister der Bezirksliga und schaffte zum wiederholten Mal den Aufstieg in die Landesliga.
In den folgenden Jahren belegte die Mannschaft in der Landesliga stets vordere Plätze, bevor dann in der Spielzeit 1996/97 unter Übungsleiterin Anne Petri der größte Erfolg seit Gründung der Frauen-Fußballabteilung gelang, die Landesliga-Meisterschaft und der damit verbundene Aufstieg in die Verbandsliga. In der Saison 1997/98 zeigte sich aber dann nicht nur, dass die Liga eine Nummer zu groß war. Es machte sich auch der schon längere Zeit sehr spärliche Nachwuchs bemerkbar. So stieg die Mannschaft am Ende der Saison ab und konnte wegen der ausgedünnten Spielerdecke für die nächste Saison nicht mehr gemeldet werden. Damit endete die Ära Frauenfußball im VfL nach 27 Jahren.

## Stadion

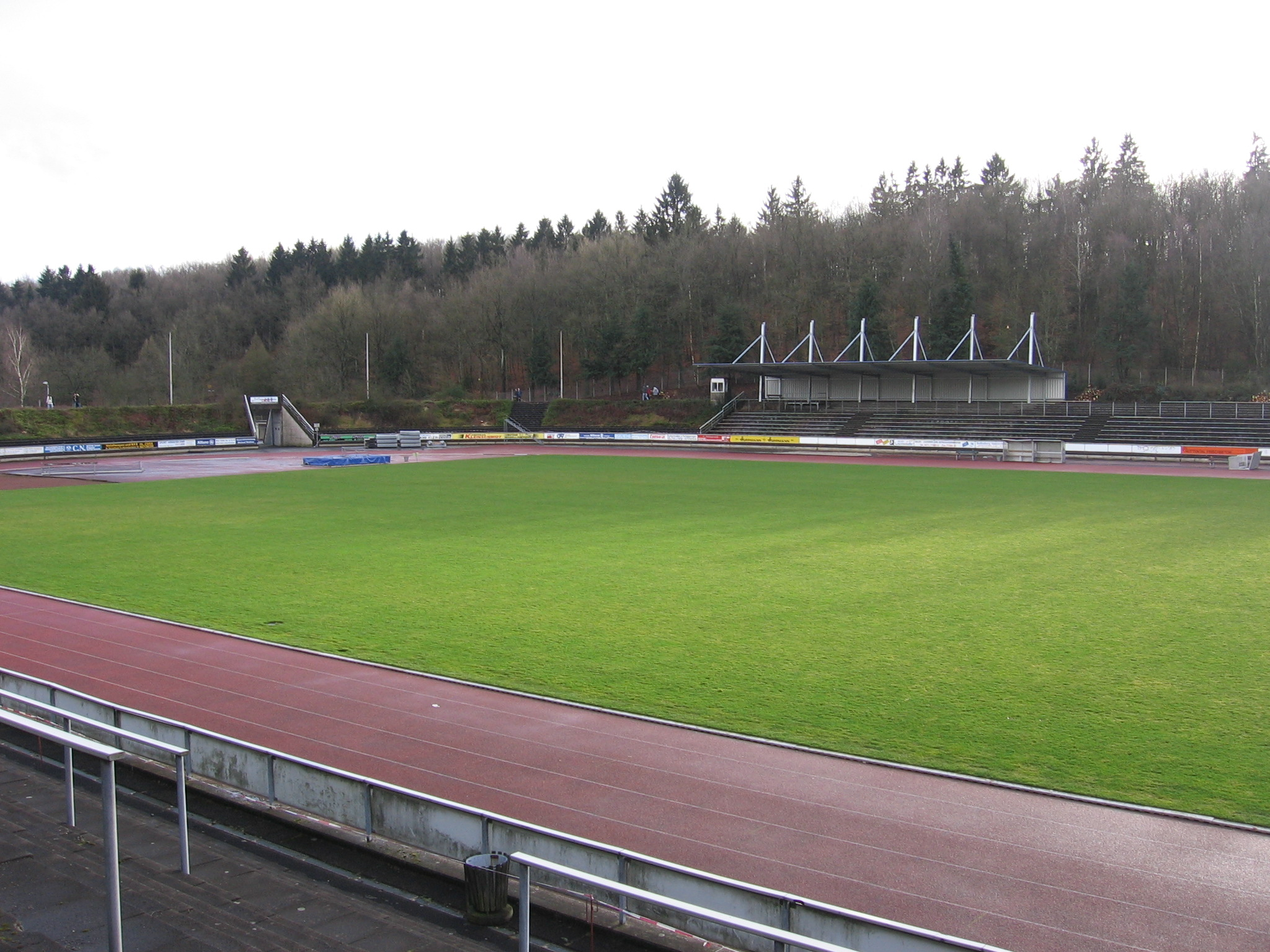
Der Naturrasenplatz des Hofbachstadions mit der neuen Tribünenüberdachung

Der Verein trägt seit 1970 seine Heimspiele im Hofbachstadion aus. Zuerst spielte man vier Jahre auf dem Tennenplatz, bevor dann am 15. September 1974 der Naturrasenplatz eingeweiht wurde. Die Anlage verfügt über ca. 10.000 Plätze und ist damit die zweitgrößte Anlage im Siegener Stadtgebiet. Es ist zudem einer von nur zwei Naturrasensportplätzen im Stadtgebiet und der einzige Platz, der von einer Tartanbahn umgeben ist.
Die beiden Geraden vor den Tribünen bieten den Zuschauern Stehstufen mit Wellenbrechern, die beiden Kurven sind größtenteils begrünt. Auf einer der Geraden wurde vor einigen Jahren ein Teil der Stehstufen erneuert. Zudem sind dort auch einige Reihen mit aufgeschraubten Sitzen vorzufinden.
Die Anlage ist in über 35 Jahren recht marode und renovierungsbedürftig geworden. Eine der wenigen Investitionen seitens der Stadt war im Sommer 1981 die Installation einer Lautsprecheranlage inklusive Sprecherkabine, die aber wegen Überschreitung des zulässigen Lärmpegels nach kurzer Zeit wieder stillgelegt wurde, sowie die Erneuerung des Laufbahnbelags Mitte der 1990er. Im Rahmen des bevorstehenden 100-jährigen Jubiläums wurde im Januar 2007 auf einer Tribünenseite eine Überdachung angebracht. An den Rasenplatz schließt sich ein Tennenplatz an, seit Sommer 2008 mit Kunstrasen.
Während der Regionalliga-Saison 1971/72 wurde im Leimbachstadion in Siegen, pikanterweise die Heimspielstätte des damaligen großen Rivalen, gespielt. Davor und danach spielte man bis zum Bau der Anlage im Hofbachtal auf dem traditionsreichen Schießberg.

## Saisonüberblick
Aufgeführt sind alle Spielzeiten seit der Wiederaufnahme des Spielbetriebs nach dem Ende des Zweiten Weltkriegs.

## Bekannte Spieler und Trainer
- Mohammad Reza Adelkhani (* 1947)

Der spätere 17-malige iranische Nationalspieler stürmte in der Regionalliga-Saison 1971/72 für den VfL. Zuvor spielte er in Deutschland für den Wuppertaler SV, Rot-Weiß Oberhausen und die Amateure des FC Bayern München.
- Wilhelm Bender (* 1915; † 1944)

 Der Verteidiger spielte bereits in der Jugend bei der damaligen Spielvereinigung. Im Mai 1936 wurde er erstmals in den Kader der Nationalmannschaft berufen, wo er am 9. Mai im Testspiel gegen den FC Everton sein erstes Spiel im Nationaltrikot bestritt. Nach einer im Trainingslager für die Olympischen Sommerspiele in Berlin erlittenen Knieverletzung musste er auf selbige verzichten.
- Bernd Brodbek (* 1944; † 2023)

Der Torhüter gehörte in der Saison 1971/72 zum Kader, spielte in den 1960er-Jahren auch bei Rot-Weiss Essen. In den 1990er-Jahren trainierte er die „Fürsten“ für einige Jahre.
- Gerd vom Bruch (* 1941)

Während der 1960er und in der Regionalliga-Saison 1971/72 wichtiger Spieler bei den Klafeldern in ihrer erfolgreichsten Zeit, später u. a. Bundesligatrainer bei Borussia Mönchengladbach und in der Regionalliga beim Wuppertaler SV und Rot-Weiß Oberhausen.
- Hans Grieger (* 1941; † 1998)

Nach einer erfolgreichen Zeit beim VfL Bochum am Ende der 1960er-Jahre wechselte Grieger nach einem Jahr verletzungsbedingter Pause zur Regionalliga-Saison 1971/72 zum VfL. Der einstige Amateur-Nationalspieler blieb den Klafeldern bis zum Ende der Saison 1979/80 treu.
- Uwe Helmes (* 1958)

Der einstige Bundesliga-Spieler des MSV Duisburg und Vater des Nationalspielers Patrick Helmes bekleidete zwischen Mai 2013 und April 2015 das Amt des Sportlichen Leiters.
- Joachim Jänisch (* 1929; † 2001)

Jänisch, der als Spieler im Jahr 1955 den Gewinn der Deutschen Meisterschaft mit Rot-Weiss Essen feierte, betreute den Klub von 1964 bis 1966 in der Verbands- und Landesliga.
- Hans-Werner Kornacker (* 1955)

Der Mittelfeldspieler bestritt in der Saison 1978/79 zwei Spiele für Hannover 96 in der 2. Fußball-Bundesliga und spielte vom Beginn der Saison 1980/81 bis zum Ende der Saison 1981/82, sowie vom Winter 1984 bis zum Sommer 1985 beim VfL.
- Thomas Meichsner (* 1958; † 2020)

Der Defensivakteur wechselte im Januar 1990 nach der „Wende“ gemeinsam mit Gerald Wagner von der BSG Chemie Buna Schkopau nach Geisweid. Dort und beim Halleschen FC Chemie hatte Meichsner über mehrere Jahre in der DDR-Liga sowie ein Jahr in der DDR-Oberliga gespielt.
- Herbert Schäfer (* 1927; † 1991)

Der gebürtige Siegener und ehemalige Amateur-Nationalspieler übernahm zum Beginn der Saison 1966/67 das Traineramt und führte das Team zurück in die Verbandsliga, blieb bis zum Ende der Saison 1969/70 in Klafeld. Nochmals Trainer in der Saison 1976/77.
- Werner Schumacher (* 1935; † 2013)

Der aus dem Kreis Olpe stammende Schumacher beerbte Herbert Schäfer zur Saison 1970/71 und führte den VfL zum größten Erfolg der Vereinsgeschichte, als er den Gewinn der Vize-Westfalenmeisterschaft feierte und über die Relegation den Aufstieg in die Regionalliga zur Spielzeit 1971/72 schaffte. Führte den VfL 1979 von der Landesliga zurück in die Verbandsliga, ehe er Rot-Weiß Lüdenscheid für ein Jahr in der 2. Bundesliga betreute.
- Peter Sichmann (* 1947)

Der gelernte Angreifer und Mitglied des Regionalliga-Teams von 1971 stand während der Saison 1972/73 im Bundesliga-Kader von Fortuna Düsseldorf. Danach von 1974 bis 1976 insgesamt 85 Zweitliga-Einsätze und 20 Tore für die SpVgg Bayreuth.
- Horst Stockhausen (* 1944)

Kam zur Saison 1971/72 zu den „Fürsten“, nachdem er im Jahr zuvor 34 Bundesliga-Einsätze für Arminia Bielefeld absolviert und dabei zwei Tore erzielt hatte. Bestritt in der Saison 1975/76 noch 29 Zweitliga-Einsätze für Union Solingen.
- Gerald Wagner (* 1962)

Der beidfüßige Offensivakteur wechselte im Januar 1990 nach der „Wende“ gemeinsam mit Thomas Meichsner vom DDR-Ligisten BSG Chemie Buna Schkopau nach Geisweid. Zuvor hatte Wagner mehrere Jahre für den Halleschen FC Chemie in der DDR-Oberliga gespielt. Er war bis Mitte der 2000er-Jahre in Geisweid aktiv.

## Sonstiges
- Der Verein gibt zu jedem Heimspiel ein kostenloses Stadionheft heraus. Das Heft besteht mit Beginn der Saison 2019/20 seit 40 Jahren und bietet Fotos, Aufstellungen, Informationen zum Gegner und zahlreiche Berichte aus dem Geisweider Vereinsleben.